# Homeomastax veraguae
Homeomastax veraguae is een rechtvleugelig insect uit de familie Eumastacidae. De wetenschappelijke naam van deze soort is voor het eerst geldig gepubliceerd in 1933 door Hebard.